# کویینتون هویدن
کویینتون هویدن (انگلیسی: Quinton Howden؛ زادهٔ ۲۱ ژانویهٔ ۱۹۹۲) بازیکن هاکی روی یخ اهل کانادا است.